# Bořice (Zahořany)
Bořice (německy Borschitz) jsou vesnice, část obce Zahořany v okrese Domažlice v Plzeňském kraji. Nachází se asi dva kilometry západně od Zahořan. Je zde evidováno 65 adres. V roce 2011 zde trvale žilo 180 obyvatel.
Bořice leží v katastrálním území Bořice u Domažlic o rozloze 2,61 km².

## Historie
První písemná zmínka o vesnici pochází z roku 1384.

## Obyvatelstvo
| Rok            | 1869 | 1880 | 1890 | 1900 | 1910 | 1921 | 1930 | 1950 | 1961 | 1970 | 1980 | 1991 | 2001 | 2011 | 2021 |
| -------------- | ---- | ---- | ---- | ---- | ---- | ---- | ---- | ---- | ---- | ---- | ---- | ---- | ---- | ---- | ---- |
| Počet obyvatel | 213  | 219  | 204  | 192  | 229  | 270  | 259  | 161  | 167  | 119  | 122  | 151  | 168  | 180  | 180  |
| Počet domů     | 34   | 37   | 38   | 40   | 41   | 41   | 41   | 39   | 37   | 32   | 35   | 53   | 61   | 62   | 61   |

## Obecní správa
Při sčítání lidu v letech 1850–1984 Bořice byly samostatnou obcí v okrese Domažlice. Od 1. ledna 1985 jsou částí obce Zahořany v okrese Domažlice. V letech 1850–1889 k obci patřily Sedlice.

## Pamětihodnosti
Jižně od vesnice se nachází pozůstatky raně středověkého hradiště, které bylo ve druhé polovině desátého nahrazeno nedalekým hradištěm Tuhošť u Smolova.